# 시모나 할레프

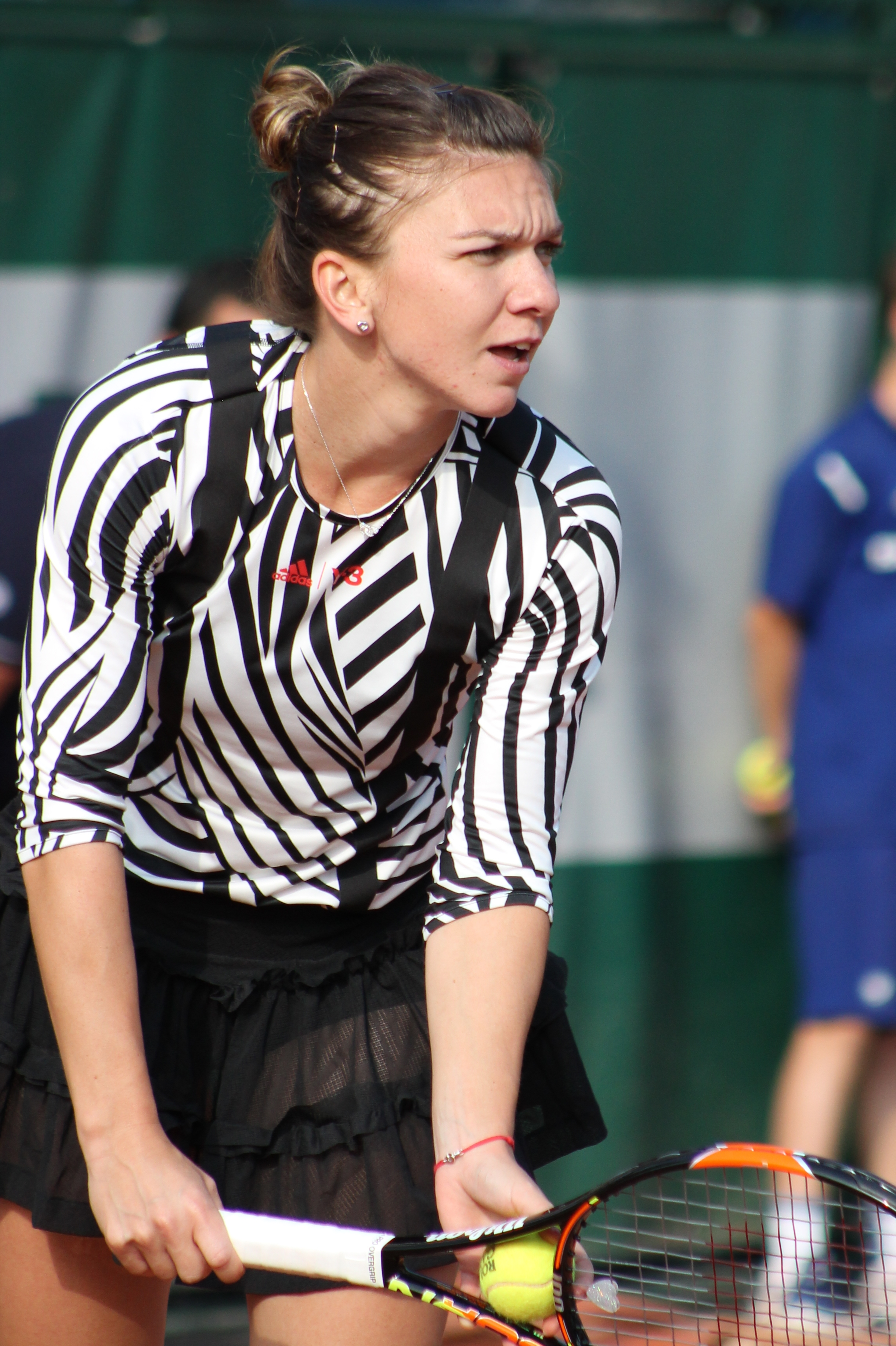
시모나 할레프

시모나 할레프(루마니아어: Simona Halep, 1991년 9월 27일~)는 루마니아의 테니스 선수이다. 2008년 프랑스 오픈 테니스 대회 주니어부에서 우승했다.
2012년 말에 세계 랭킹 50위권에 처음 진입하였으며 2017년 10월에 세계 랭킹 1위에 올랐다.
2018년 6월 프랑스 오픈에서 슬로안 스티븐스를 누르고 우승하여 처음으로 그랜드 슬램 대회에서 우승했다.

## 같이 보기
- 역대 WTA 랭킹 1위 테니스 선수 목록
- 역대 윔블던 여자 단식 우승자 목록